# 中野村 (島根県邑智郡)
中野村（なかのむら）は、島根県邑智郡にあった村。現在の邑智郡邑南町の一部にあたる。

## 地理
濁川の中流域、於保地盆地の中央に位置していた。

## 歴史
- 1889年（明治22年）4月1日、町村制の施行により、邑智郡中野村が単独で村制施行し、中野村が発足[1][2]。
- 1910年（明治43年）1月、中野村信用購買販売組合設立[1]。
- 1955年（昭和30年）4月15日、邑智郡矢上町、井原村、日貫村、日和村 と合併し、邑智郡石見町を新設して廃止された[1][2]。

### 地名の由来
次の二説あり。
1. 矢上村と井原村の間に位置していたため。
2. 中大兄皇子（天智天皇）が居住していたため。